# Tristão de Oliveira Torres
Tristão de Oliveira Torres (? —?) foi um médico e político brasileiro.
Foi diretor do Hospital Psiquiátrico São Pedroentre 1901 e 1908, além de professor da Faculdade de Medicina de Porto Alegre, na disciplina Patologia Médica. Foi responsável também pela cátedra de psiquiatria.
Foi eleito deputado estadual, à 21ª Legislatura da Assembleia Legislativa do Rio Grande do Sul, de 1891 a 1895.